# Fritz Eggebrecht
Fritz Eggebrecht (* 15. Januar 1883 in Berlin; † nach 1911) war ein deutscher Ruderer.

## Biografie
Fritz Eggebrecht nahm bei den Olympischen Sommerspielen 1912 in Stockholm mit seinem Verein dem Berliner RC Sport-Borussia in der Achter-Regatta teil. Jedoch konnte das Boot nicht den Finallauf erreichen.